# Молендоя Зендтнера
Молендоя Зендтнера (Molendoa sendtneriana) — вид мохів порядку потіальних (Pottiales).

## Поширення
Батьківщиною є Європа, Африка, Північна Америка, Південна Америка, Азія.
Населяє вапняк, зрідка конгломерат, пісковик, базальт, глину, ґрунт або кремнеземну породу, скелі, стіни ущелин, валуни, береги річок, просочування та вологі місця; від тепло-помірних районів до арктичної тундри; від низьких до високих (100–2000 метрів).

## Характеристика
Стебла до 2.5(7) см. Листки яйцеподібні, язичкові, еліптичні або коротко-ланцетні, (0.3)1–2(2.5) мм, цілокраї; основа листа зазвичай не диференційована за формою, але іноді розширена і яйцеподібна.